# Thibaud Vézirian
 (septembre 2014).
Thibaud Vézirian, né le 6 avril 1985 à Clichy, est un animateur journaliste et chroniqueur français, d'origine arménienne. Il anime des émissions quotidiennes comme "Le Dèj Foot" sur ses chaînes Twitch & YouTube.
Après neuf années sur TF1 et LCI, il rejoint C8 dans Touche Pas à mon Sport et C’est Que de la Télé. En parallèle sur CNews, il présente 20h Foot puis les pages sport de La Matinale. En 2020 et 2021, il a été chroniqueur dans l'émission L'Équipe d'Estelle sur la chaîne L'Équipe. Depuis 2022, il développe ses émissions sur ses chaînes YouTube, Twitch et TikTok. Depuis fin 2023, il réalise les pages sport d'interviews pour le magazine Entrevue, nouvelle version.

## Biographie
Thibaud Vézirian commence sa carrière en 2004 au quotidien régional La Montagne, tout en passant des diplômes de management puis un master de journalisme. Il intègre ensuite brièvement l'hebdomadaire Le Point, avant de rejoindre LCI en 2007.
Il participe au lancement de LCI est @ vous, la première émission d'actualité vue du web. Il anime ensuite Le Buzz, où il reçoit, avec Benoît Gallerey et Bénédicte Le Chatelier, ceux qui font parler d'eux sur les réseaux sociaux. De 2009 à fin 2015, il s'occupe également du ZapNet, le zapping quotidien des vidéos du web, sur LCI. De septembre 2013 à octobre 2015, il anime L'Œil du Web sur LCI chaque soir, et participe à L'Affiche de la Semaine sur TF1, émission diffusée les vendredi soir et les samedi matin, avec Christian Jeanpierre et Marion Jollès. De septembre à novembre 2015, il réalise également une interview d'une personnalité connectée, L'Œil du Web : l'interview, chaque vendredi en direct sur LCI.
En novembre 2015, il quitte le groupe TF1 pour rejoindre la société de production de Cyril Hanouna H2O et lancer, aux côtés d'Estelle Denis, l'émission Touche pas à mon sport ! sur D8. Il y réalise la chronique quotidienne #Thibaud, revient sur les images fortes vues sur le web, dévoile l'humeur des internautes et diffuse les meilleurs tweets et réactions sur chaque thème de l'émission.
Depuis octobre 2016, il interviewe tous les mois les joueurs du Team Orange en live pour Le 12e Homme Orange : Matuidi, Zidane, Gomis, Umtiti, Dembelé, Lacazette, Meunier, Kimpembé, etc.
Entre novembre 2016 et mars 2017, il réalise une chronique, #PowPowPow, en direct dans Hors Piste Le Mag, chaque dimanche sur Eurosport aux côtés de Laury Thilleman, Nathalie Péchalat, Gauthier de Tessières et Xavier Bertoni.
En 2017 et 2018, il co-anime avec Pascal Praud, du lundi au jeudi, l'émission 20h Foot sur CNews. Il présente aussi le JT des sports, le soir.
De janvier 2017 à avril 2020, il anime deux émissions hebdo : la Class'Foot et le NBA First Talk, sur la chaîne YouTube First Team Sports chez Webedia.
De août 2017 à novembre 2020, il anime chaque jour les pages sport de La Matinale de CNews, en direct non stop de 5h55 à 9h.
En septembre-octobre 2018, il anime une chronique dans le talk-show Balance ton post ! présenté par Cyril Hanouna et diffusé en deuxième partie de soirée sur C8. De 2018 à 2020, il participe chaque semaine en tant que chroniqueur à l'émission C'est que de la télé", en direct de 17h45 à 19h sur C8, animée par Julien Courbet puis Valérie Bénaïm.
En 2019, il lance le podcast audio TooGoal Club, chaque lundi via l'application TooGoal. Entouré d'une bande de chroniqueurs (Pierre Bouby, Jimmy Adjovi-Boco, Ben Illouz et Jérôme Meary), il revient sur l'actu Ligue 1 du week-end.
Début 2020, il démarre sa chaine YouTube et propose des entretiens avec des sportifs et artistes autour du sport, football, NBA ou catch principalement, mais aussi des vidéos sur la prévention des blessures. Il anime aussi des émissions pronostics ou encore des debriefs de match en live. Après plusieurs mois d'enquête, il assure que l'OM a été vendu à des investisseurs saoudiens. L'information est démentie par le club. Mais il poursuit assidûment l'enquête et dévoile les coulisses de la transition du club.
Du juillet 2020 jusqu'à l'été 2021, il participe tous les jours, comme chroniqueur, à l'émission L'Équipe d'Estelle diffusée du lundi au vendredi, de 17h45 à 19h30 sur La Chaîne L'Équipe.
Depuis septembre 2021, il anime de nombreuses émissions live sur ses chaînes YouTube (Le Debrief du Dimanche), Twitch (Le Dèj Foot) et TikTok. En janvier 2023, il devient consultant pour le site d'information TeamFootball.fr consacré à l'actualité de la ligue 1 et du football européen.
En novembre 2023, à la suite du rachat du magazine Entrevue, il s'occupe de plusieurs interviews chaque mois et collabore sur leur site Internet d'actualité.

## Vie personnelle
Passionné de football - il a joué pendant 20 ans en club à l'AS Moulins (Allier)-, il joue régulièrement au Variétés Club de France, participe à des rencontres caritatives (Les Footballeurs Sans Frontières) et s'est occupé de l'équipe de football d'entreprise de LCI & CNews. Désormais, on le voit beaucoup sur les terrains de padel.
Depuis octobre 2020, il fait son entrée au Variétés Club de France. Il marque son premier but lors d'un match de gala à Claye Souilly en novembre 2020.